# 李鎮區 (愛荷華州比尤納維斯塔縣)
李鎮區（英語：Lee Township）是位於美國愛荷華州比尤納維斯塔縣的一個行政鎮區。

## 地方資料
根據2010年美國人口普查的數據，李鎮區的面積為92.42平方千米，當中陸地面積為92.37平方千米，而水域面積為0.05平方千米。當地共有人口272人，而人口密度為每平方千米2.94人。